# كريستيان مارتي
كريستيان مارتي (16 ديسمبر 1946 في باريس , فرنسا - 25 يوليو 2000 في جونيس , فرنسا) (بالإنجليزية: Christian Marty)‏ كان طيارًا خبيرًا لمدة 31 عامًا وشهر واحد و23 يوما وقد أمضي 13,477 ساعة من بينها 5,495 ساعة طيران كقبطان وقد دخل الخدمة مع الخطوط الجوية الفرنسية في 2 يونيو 1969 ومن 4 ديسمبر 1970 حتي 24 أبريل 1974 كان يقود طائرات بوينغ 727 لمدة 3 سنوات و4 أشهر و20 يوما ومن 24 أبريل 1974 حتي 13 ديسمبر 1977 كان يقود طائرات إيرباص إيه 300 لمدة 3 سنوات و7 أشهر و20 يوما ومن 13 ديسمبر 1977 حتي 3 فبراير 1983 كان يقود طائرات بوينغ 737 لمدة 5 سنوات وشهر واحد و21 يوما وحصل علي رتبة قبطان في 3 فبراير 1983 ومن 18 نوفمبر 1988 حتي 27 فبراير 1993 كان يقود طائرات إيرباص إيه 320 لمدة 4 سنوات و3 أشهر و9 أيام ومن 27 فبراير 1993 حتي 16 أغسطس 1999 كان يقود إيرباص إيه 340 لمدة 6 سنوات و5 أشهر و20 يوما ومن 16 أغسطس 1999 حتي 25 يوليو 2000 كان يقود طائرات الكونكورد لمدة 11 شهرآ و9 أيام وحلق مع الكونكورد 317 ساعة طيران من بينها 284 ساعة طيران وفي 1982 كان أول شخص يستخدم ركوب القوارب الشراعية عبر المحيط الأطلسي في رحلة 37 يوما من داكار إلي كايين وفي 25 يوليو 2000 كان كريستيان مارتي قائد الخطوط الجوية الفرنسية رحلة 4590 الذي تحطمت علي سطح فندق هوتيليسيمو ليه ريلايس بلياس ببلدية جونيس بمدينة باريس عاصمة فرنسا